# Apechthis compunctor
Apechthis compunctor är en stekelart som först beskrevs av Carl von Linné 1758.  Apechthis compunctor ingår i släktet Apechthis och familjen brokparasitsteklar. Arten är reproducerande i Sverige.

## Underarter
Arten delas in i följande underarter:
- A. c. nigrocallosa
- A. c. orientalis
- A. c. bilineata
- A. c. mesonotonigra
- A. c. integrilineata
- A. c. bitriangulata